# Mistrovství Evropy v basketbalu žen 1964
9. mistrovství Evropy v basketbalu žen proběhlo v dnech 6. – 13. září v Budapešti v Maďarsku.
Turnaje se zúčastnilo 10 týmů, rozdělených do dvou pětičlenných skupin, z nichž první dva týmy postoupily do bojů o medaile. Týmy, které v základních skupinách skončily na třetím až šestém místě, hrály o umístění. Mistrem Evropy se stalo družstvo Sovětského svazu.

## Výsledky a tabulky

### Skupina A
|    |            | URS   | ROM   | YUG   | HUN   | FRA   | V | P | Skóre   | B |
| 1. | SSSR       | ***   | 81:45 | 68:37 | 68:37 | 71:34 | 4 | 0 | 288:153 | 8 |
| 2. | Rumunsko   | 45:81 | ***   | 37:41 | 53:42 | 42:41 | 2 | 2 | 177:205 | 6 |
| 3. | Jugoslávie | 37:68 | 41:37 | ***   | 54:55 | 54:43 | 2 | 2 | 186:203 | 6 |
| 4. | Maďarsko   | 37:68 | 42:53 | 55:54 | ***   | 62:40 | 2 | 2 | 196:215 | 6 |
| 5. | Francie    | 34:71 | 41:42 | 43:54 | 40:62 | ***   | 0 | 4 | 158:229 | 4 |

 Rumunsko –  Francie 42:41 (15:21)
6. září 1964 (11:00) – Budapešť
 Maďarsko –  Jugoslávie 55:54 (27:25)
6. září 1964 (18:00) – Budapešť
 SSSR -  Jugoslávie 68:37 (25:20)
7. září 1964 (17:30) – Budapešť
 Maďarsko –  Francie 62:40 (30:22)
7. září 1964 (20:30) – Budapešť
 SSSR -  Francie 71:34 (30:16)
8. září 1964 (16:00) – Budapešť
 Rumunsko –  Maďarsko 53:42 (25:13)
8. září 1964 (19:00) – Budapešť
 Jugoslávie –  Francie 54:43 (25:21)
9. září 1964 (17:30) – Budapešť
 SSSR -  Rumunsko 81:45 (31:18)
9. září 1964 (20:30) – Budapešť
 Jugoslávie –  Rumunsko 41:37 (20:19)
10. září 1964 (16:00) – Budapešť
 SSSR -  Maďarsko 68:37 (31:22)
10. září 1964 (17:30) – Budapešť

### Skupina B
|    |           | BUL   | TCH   | POL   | GDR   | ITA   | V | P | Skóre   | B |
| 1. | Bulharsko | ***   | 54:46 | 49:37 | 64:46 | 63:34 | 4 | 0 | 230:163 | 8 |
| 2. | ČSSR      | 46:54 | ***   | 47:31 | 64:41 | 59:41 | 3 | 1 | 216:167 | 7 |
| 3. | Polsko    | 37:49 | 31:47 | ***   | 49:47 | 61:47 | 2 | 2 | 178:190 | 6 |
| 4. | NDR       | 46:64 | 41:64 | 47:49 | ***   | 63:37 | 1 | 3 | 197:214 | 5 |
| 5. | Itálie    | 34:63 | 41:59 | 47:61 | 37:63 | ***   | 0 | 4 | 159:246 | 4 |

 Bulharsko –  Polsko 49:37 (20:12)
6. září 1964 (9:30) – Budapešť
 ČSSR –  Itálie 59:41 (27:18)
6. září 1964 (20:00) – Budapešť
 Bulharsko –  NDR 64:46 (27:17)
7. září 1964 (16:00) – Budapešť
 Polsko –  Itálie 61:47 (28:15)
7. září 1964 (19:00) – Budapešť
 ČSSR –  Polsko 47:31 (21:19)
8. září 1964 (17:30) – Budapešť
 NDR –  Itálie 63:37 (37:12)
8. září 1964 (20:30) – Budapešť
 ČSSR –  NDR 64:41 (29:17)
9. září 1964 (16:00) – Budapešť
 Bulharsko –  Itálie 63:34 (33:19)
9. září 1964 (19:00) – Budapešť
 Polsko –  NDR 49:47 (26:24)
10. září 1964 (19:30) – Budapešť
 Bulharsko –  ČSSR 54:46 (26:18)
10. září 1964 (20:30) – Budapešť

### Semifinále
Bulharsko –  Rumunsko 66:44 (28:23)
12. září 1964 (19:00) – Budapešť
 SSSR –  ČSSR 63:43 (33:21)
12. září 1964 (20:30) – Budapešť

### Finále
SSSR –  Bulharsko 55:53 (22:20)
13. září 1964 (19:00) – Budapešť

### O 3. místo
ČSSR –  Rumunsko 68:47 (37:24)
13. září 1964 (17:30) – Budapešť

### O 5.–8. místo
NDR –  Jugoslávie 61:55 (28:26)
12. září 1964 (11:00) – Budapešť
 Polsko –  Maďarsko 66:50 (32:23)
12. září 1964 (17:30) – Budapešť

### O 5. místo
Polsko –  NDR 49:41 (23:23)
13. září 1964 (11:00) – Budapešť

### O 7. místo
Jugoslávie - Maďarsko 56:49 (28:18)
13. září 1964 (9:30) – Budapešť

### O 9. místo
Itálie –  Francie 50:43 (31:21)
12. září 1964 (9:30) – Budapešť

## Soupisky
1.  SSSR
| - Neli Fominichová - Silvija Krodereová - Ludmila Kukanovová - Lidija Leontěvová | - Raisa Michailovová - Feodora Orlová - Nina Poznanskaja - Skaidrite Smildsinaová | - Ravila Šalimovová - Tamara Slidenkovová - Tatjana Sorokinaová - Naděžda Sacharovová |

2.  Bulharsko
| - Jekaterina Antonova - Nitula Borisova - Todorka Damjanova - Tinka Dineva | - Jelena Gospodinova - Vesela Ilova - Jelena Kafalieva - Vesela Manikova | - Rumjana Mladenova - Jermila Popova - Todorka Vasileva - Vanja Vojnova |

3.  ČSSR
| - Vlasta Brožová - Pavla Gregorová - Milena Jindrová - Helena Malotová | - Eva Krahulcová - Marta Melicharová - Olga Přidalová - Sylva Richterová | - Alena Spejchalová - Marie Zahoříková - Věra Štechrová - Milena Vecková - Trenéři: Svatopluk Mrázek, Miloslav Kříž |

## Konečné pořadí
| Pořadí           | Tým        | Z | V | P | Skóre   | B  |
| ---------------- | ---------- | - | - | - | ------- | -- |
| Zlatá medaile    | SSSR       | 6 | 6 | 0 | 406:249 | 12 |
| Stříbrná medaile | Bulharsko  | 6 | 5 | 1 | 349:262 | 11 |
| Bronzová medaile | ČSSR       | 6 | 4 | 2 | 327:277 | 10 |
| 4.               | Rumunsko   | 6 | 2 | 4 | 268:339 | 8  |
| 5.               | Polsko     | 6 | 4 | 2 | 293:281 | 10 |
| 6.               | NDR        | 6 | 2 | 4 | 299:318 | 8  |
| 7.               | Jugoslávie | 6 | 3 | 3 | 297:313 | 9  |
| 8.               | Maďarsko   | 6 | 2 | 4 | 295:337 | 8  |
| 9.               | Itálie     | 5 | 1 | 4 | 209:289 | 6  |
| 10.              | Francie    | 5 | 0 | 5 | 201:279 | 5  |